# SMS Eber (1887)
SMS Eber byl dělový člun německého císařského námořnictva. Byl určen pro tzv. politiku dělových člunů v Tichomoří.

## Konstrukce

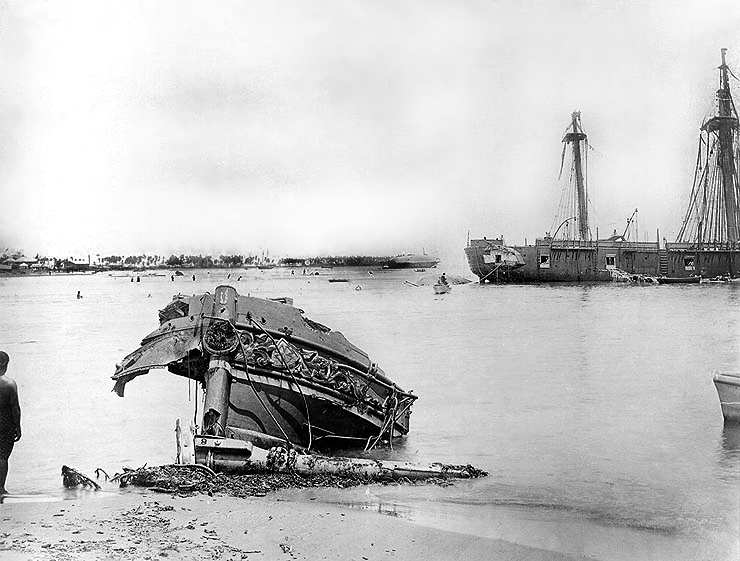
Přístav Apia po bouři. V popředí zbytky přídě Eberu, za ní vpravo poškozená americká parní fregata USS Trenton a u její zádi potopená parní dělová šalupa USS Vandalia. V pozadí uprostřed na mělčinu vržený a na bok převrácený druhý německý dělový člun SMS Adler

Loď byla vyzbrojena třemi kanóny ráže 105 mm s dostřelem 8 kilometrů. Sekundární dělostřeleckou výzbrojí byly čtyři kanóny ráže 37 mm. Na vodu byl spuštěn v německém Kielu 15. února 1887.

## Služba
V září 1887 byl poslán do Tichomoří. Jeho největším vystoupením, kromě účasti v samojské občanské válce, bylo vojenské obsazení ostrova Nauru a ukončení nauruské občanské války na začátku října 1888. V polovině března 1889 kotvil v přístavu Apia na Samoi, kde ho zastihl cyklon. I přesto, že byl nejmodernější ze sedmi přítomných válečných lodí v přístavu, 16. března 1889 se v bouři potopil i se 73 muži (některé zdroje uvádějí 75 muži) na palubě, čímž se služba tohoto dělového člunu uzavřela.

## Velitelé
- nadporučík Bethge (25. září 1887 - srpen 1888)
- námořní poručík Hugo Emsmann (srpen 1888 - listopad 1888)
- námořní kapitán Eugen Wallis (listopad 1888 - 16. březen 1889)